# صحراء كارسون
صحراء كارسون هي صحراء في حوض لاهونتان ووادي صحراء مقاطعة تشرشل في نيفادا الولايات المتحدة، والتي تتلقى متوسط هطول الأمطار السنوي 5 بوصات (130 ملم). الصحراء هي منطقة الوادي المنخفض بما في ذلك حوض كارسون في شمال الوادي بين سلاسل الجبال المجاورة، بينما يشمل مستجمع المياه الأكبر المنحدرات الداخلية للسلاسل الفاصلة. غمرت بحيرة لاهونتان الصحراء خلال العصر الجليدي، وأصبحت مستجمعات المياه جزءًا من برنامج نيفادا لأمن الحفظ في عام 2005.
كانت هذه الصحراء موضوع سؤال على المتحمسون (مسلسل تلفزيوني) في عام 2012.